# Фрідріх Вільгельм Генріх, принц Штольберг-Вернігероде
Князь Фрідріх Вільгельм Генріх цу Штольберґ-Верніґероде (нім. Friedrich Wilhelm Heinrich Prinz zu Stolberg-Wernigerode; 23 липня 1870, Ганновер — 23 січня 1931, Познань) — німецький дипломат, посол Німецькій імперії у Відні (Австрія) (1919–1920).

## Життєпис
Вільгельм Штольберґ-Верніґероде став доктором юриспруденції та отримавши ступінь доктора він вступив на дипломатичну служби Німеччини. Спочатку він був третім секретарем посольства Німеччини в Петербурзі, потім керував справами у Люксембурзі, а потім другим секретарем посольства Німеччини в Лондоні. З 1908 р. — радник посольства та перший секретар посольства Німеччини в Римі, з 1911 р. обіймав цю посаду в посольстві Німеччини у Відні. У 1919 та 1920 роках був послом у Німецькій імперії у Відні (Австрія).
24 липня 1918 року в німецькому посольстві у Відні провів обмін ратифікаційними грамотами у справі Берестейського мирного договору з послом Української Держави у Відні В'ячеславом Липинським.
Вільгельм фон Штольберґ-Верніґероде був протестантом. Помер у Познані у шістдесятирічному віці у 1931 році. Його могила знаходиться на родинному кладовищі в замку Вернігероде.

## Сім'я
Вільгельм Штольберг-Верніґероде був третім сином графа Отто цу Штольберґ-Верніґероде (1837–1896) та принцеси Анни Елізабет Рейс Кестриц (1837–1907). З моменту свого народження він мав титул графа з титулом Ерлаухт, а з 1890 року, коли батька імператором Вільгельмом II було підвищено до звання принца, титул князя з титулом Дурклаухта. 10 січня 1910 року він одружився з принцесою Елізабет (Едда) Ербах-Шенберг (1883–1966), донькою принца Густава Ернста цу Ербаха-Шенберга (1840–1908) та принцеси Марі Каролін фон Баттенберг (1852–1923) у замку Шенберг. У цьому шлюбі народилися син Людвіг-Крістіан (1910–1945) та дочка Анна (1912–1914). Людвіг-Крістіан одружився з Анною, райхсграфинею Шліц фон Герц у 1937 році, яка народила в шлюбі чотирьох дітей.